# Jacob Gustaaf Semey
Jacob Gustaaf Semey (Gent, 30 maart 1864 - Brugge, 23 juni 1935) is een Belgisch architect, projectontwikkelaar en gemeenteraadslid van Gent. Hij bracht op de door hem ontworpen huizen vaak versierselen (beelden, spreuken) aan om een Vlaams accent te leggen. Hij was een van de eerste ontwerpers van sociale woningen in Gent.

## Levensloop
Semey was de zoon van middenstander en beeldhouwer Franciscus Semey. Hij volgde middelbaar onderwijs aan de Koninklijke Academie voor Schone Kunsten te Gent waar hij verder studeerde in de richting bouwkunde. Semey zette de studie voor architect stop in zijn laatste jaar nadat hij schrijnwerker was geworden.
Omdat het diploma van architect in de 19de eeuw nog niet wettelijk verplicht was, kon Semey in 1887 toch aan de slag gaan als bouwmeester in Gent. Het grootste deel van zijn realisaties zijn eclectisch getint. De ontwerpen van Semey bevatten elementen uit het neoclassicisme en de neogotiek. Opvallend is echter het overwicht van de neo-Vlaamse renaissance-elementen, een symbool van de groeiende macht van de Vlaamse middenklasse ten opzichte van de Franstalige hoge bourgeoisie.
Semey bekleedde de gevels met talrijke versierselen (zoals hoefijzerbogen, faiencetegels, beelden en friezen) en opschriften of spreuken. Deze waren gericht aan Vlaamse kunstenaars of personen uit de middeleeuwse geschiedenis (zoals Jacob van Artevelde). De gevels werden op die manier pamfletten van de Vlaamse Beweging waarvoor Semey een grote sympathie had.
Het hoogtepunt van zijn carrière is te situeren vlak voor en vlak na de eeuwwisseling, ten tijde van de grote Gentse stadsvernieuwing. Semey wierp zich op als projectontwikkelaar en werkte samen met grote bouw- en verzekeringsmaatschappijen. Zo kon hij ruim 300 woningen bouwen in enkele grote, nieuwe wijken zoals de Heirniswijk. De afgewerkte huizen werden dan verkocht aan arbeiders die eveneens goedkope leningen konden verkrijgen. Hij was hierdoor een van de eerste ontwerpers van sociale woningen in Gent.
Sinds 1902 was Semey liberaal gemeenteraadslid te Gent. Hij was erin geslaagd om enkele uitzonderingen op de wetgeving te verkrijgen om nog meer te kunnen speculeren op de verkoop van stadsgronden. In 1912 werden deze speculaties in de pers voorgesteld als schandalig en hij diende af te treden als gemeenteraadslid. Ook zijn carrière als architect geraakte hierdoor in het slop.
Tijdens de Eerste Wereldoorlog was Semey een overtuigd activist en was lid van de Vlaamsch Nationale Partij. Na de wapenstilstand in november 1918 werden de huizen van de Gentse activisten het doelwit van belegeringen. Hij vluchtte met zijn vrouw en zijn drie zonen naar Nederland. Zijn kinderen werden tot Nederlander genaturaliseerd en zij bouwden er allen hun verdere carrière uit.
Semey, die inmiddels weduwnaar geworden was, kreeg in 1929 gratie en keerde terug naar Gent waar hij verbleef tot aan zijn dood.